# Княжицкий сельсовет
Кня́жицкий сельсовет (бел. Кня́жыцкі сельсавет) — административно-территориальная единица Могилёвского района Могилёвской области Республики Беларусь. Административный центр — агрогородок Княжицы.

## История
Образован 20 августа 1924 года.

## Состав
Включает 20 населённых пунктов:
- Бобровичи — деревня
- Боброво — посёлок
- Браково — деревня
- Булыжицы — деревня
- Горная Улица — деревня
- Заборье — деревня
- Залубнище — деревня
- Ильинка — деревня
- Княжицы — агрогородок
- Лахва — посёлок
- Лубнище — деревня
- Низкая Улица — деревня
- Никитиничи — деревня
- Песчанка — деревня
- Прокшеничи — деревня
- Селище — деревня
- Сеньково — деревня
- Сумароково — деревня
- Толпечицы — деревня
- Щеглица — деревня

Упразднённые населённые пункты на территории сельсовета:
- Азаровка — деревня.